# International Lease Finance Corporation
 (novembre 2018).
International Lease Finance Corporation (ILFC) est une société de location opérationnelle (operating lease) d'avions commerciaux de type Airbus ou Boeing. En 2011, c'est la plus grande société de son industrie par son chiffre d'affaires, elle possède ou gère plus de 1000 avions. Dirigée par le Français Henri Courpron, son siège social est Beverly Hills, à Los Angeles. La société est, depuis fin 2012, majoritairement contrôlée par un consortium chinois.

## Historique
La société a été fondée en 1973 par l'Américain d'origine hongroise Steven F. Udvar-Hazy, qui a inventé le concept de location d'avions commerciaux.
En 1990, il revend ILFC au groupe d'assurance américain American International Group (AIG) dont elle devient une filiale.
Le 2 septembre 2011, AIG dépose auprès de la SEC une offre de mise sur le marché d'ILFC et le 10 décembre 2012, AIG annonce la cession d'ILFC à un consortium chinois composé des fonds New China Trust, China Aviation Industrial Fund et P3 Investments. L'accord porte sur la cession de 80,1 % plus une option pour 9,9 % supplémentaires pour un total de 4,75 milliards de dollars, valorisant ILFC à hauteur de 5,28 milliards de dollars.
En décembre 2013, AIG vend son activité de location d'aéronefs à AerCap, une entreprise néerlandaise de locations d'aéronefs pour 5,4 milliards de dollars.

## Activités
ILFC loue des avions à plus de 200 compagnies aériennes à travers 80 pays. Ses 4 plus gros clients sont : Air France-KLM, China Southern Airlines, Emirates et Vietnam Airlines. Parmi ses autres clients d'envergure internationale, peuvent être cités : Aeroméxico, Air Canada, Air Transat, American Airlines, Continental Airlines, Delta Air Lines, Gulf Air, Korean Air, Lufthansa ou United Airlines.
À fin 2012, ILFC possède ou gère une flotte d'environ 1000 avions, soit plus que toute compagnie aérienne, allant de l'Airbus A320 aux Boeing 747 et 243 avions en commande dont 100 Airbus A320 Neo et 74 Boeing 787. Sa flotte actuelle se répartit en 53 % d'Airbus et 47 % de Boeing.
Les contrats sur les avions neufs sont généralement des contrats de 12 ans, s'adressant principalement aux grandes compagnies internationales (le loyer mensuel à fin 2012 d'un B-777 ou d'un A-350 est supérieur à un million de dollars). Si la location revient plus chère que l'acquisition en propre par ces compagnies, elle leur permet plus de souplesse dans la gestion de leur flotte. En effet, la mise en service est plus rapide, le délai entre achat d'un avion neuf auprès d'un constructeur et livraison d'un appareil pouvant prendre plusieurs années alors qu'ILFC anticipe les locations de ses clients en commandant à l'avance des appareils. La compagnie aérienne n'a pas non plus à se préoccuper de la revente éventuelle de l'appareil.
Après cette location initiale, une relocation de l'avion est proposée sur des contrats de 5 à 6 ans, à un prix très inférieur et accessible à des compagnies de moindre envergure.
La moitié des avions produits par Airbus et Boeing est aujourd'hui financée par ILFC ou d'autres loueurs. Par son gros volume d'achat auprès de ces deux constructeurs, ILFC obtient de forts rabais. Ce volume permet aussi d'avoir une influence sur les modèles produits. Ainsi les fortes critiques d'ILFC sur le projet initial de l'A 350 a poussé Airbus à revoir profondément la conception de son nouvel avion.

## Accidents
L'avion qui s'est écrasé à Charm el-Cheikh le 3 janvier 2004, lors du vol Flash Airlines FSH 604, appartenait à ILFC, qui le louait à Flash Airlines. L'avion de type Airbus A310-300 qui s'est écrasé aux abords de Moroni le 30 juin 2009, lors du vol IY626, appartenait également à ILFC, qui le louait à Yemenia.